# Jürgen Hausmann
Jürgen Hausmann (* 9. April 1942 in Königsberg) ist ein deutscher Jurist. Er war von 1989 bis 2006 Richter am Bundesgerichtshof.

## Leben und Wirken
Hausmann trat nach Abschluss seiner juristischen Ausbildung 1971 in den Justizdienst des Landes Nordrhein-Westfalen ein und wurde dem Landgericht Bonn zugewiesen. Nach Abordnungen an das Oberlandesgericht Köln und an das Justizministerium des Landes Nordrhein-Westfalen wurde er 1980 zum Richter am Oberlandesgericht Köln ernannt. Neben seiner richterlichen Tätigkeit war er in der Gerichtsverwaltung und im Justizprüfungsamt in der Ersten juristischen Staatsprüfung tätig.
Nach seiner Ernennung zum Richter am Bundesgerichtshof im Oktober 1989 wies ihn das Präsidium dem für das private Baurecht und das Architektenrecht zuständigen VII. Zivilsenat zu. Daneben war er Mitglied des Großen Senates für Zivilsachen und des Gemeinsamen Senates der obersten Gerichtshöfe des Bundes. Hausmann trat am 31. Dezember 2006 in den Ruhestand.